# Bernhard Pötter

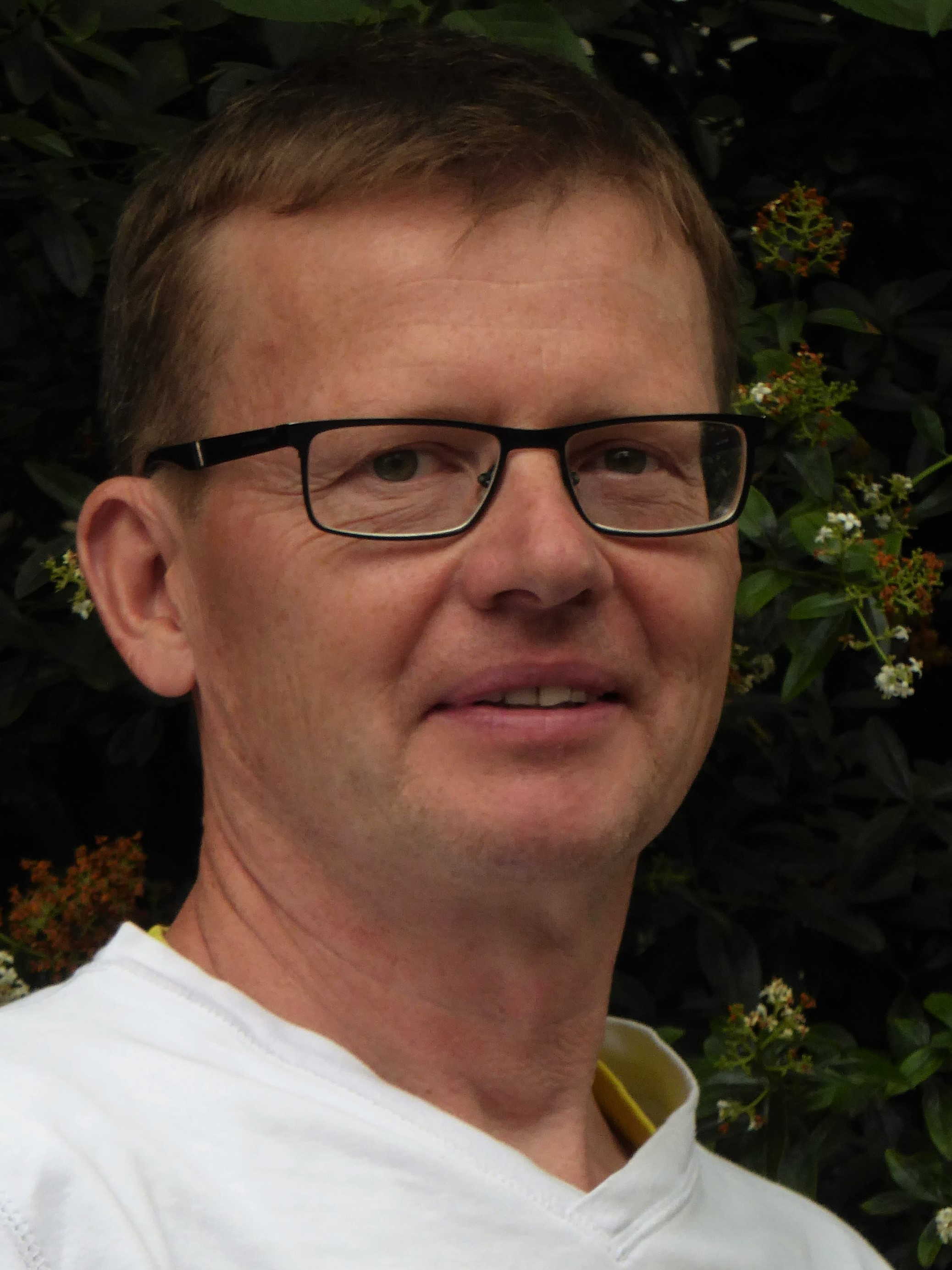
Bernhard Pötter (2017)

Bernhard Pötter (* 1965) ist ein deutscher Journalist, Autor und Redaktionsleiter des Climate.Table, des Newsletters zur internationalen Klimapolitik von Table.Media. Seit 1993 arbeitet er für die tageszeitung (taz) in Berlin. Er schreibt auch für Spiegel Online. Zwischenzeitlich arbeitete er als freier Journalist in Paris. Bernhard Pötter studierte an der Freien Universität Berlin und in Bloomington (Indiana/USA) Amerikanistik, Politik und Jura. Anschließend absolvierte er eine Journalistenausbildung am Institut zur Förderung publizistischen Nachwuchses.
In seiner journalistischen Laufbahn war er bisher unter anderem für folgende Medien tätig: Brigitte, Das Wort, Der Standard, Der Freitag, WOZ Die Wochenzeitung, Die Zeit, Geo, New Scientist, Neue Zürcher Zeitung und profil.
Schwerpunkt seiner Tätigkeit sind die Themen Energie-, Klima- und Umweltpolitik, aber auch Themen wie Kirche, Kinder sowie Konsum. Außerdem schreibt Pötter wöchentlich die humoristische taz-Kolumne Wir retten die Welt.

## Schriften (Auswahl)
- Bernhard Pötter: Klimawandel. 33 Fragen - 33 Antworten. Piper Verlag, München 2020, ISBN 978-3-492-31619-4 (piper.de).
- "Stromwechsel : wie Bürger und Konzerne um die Energiewende kämpfen" | ISBN 978-3-86489-008-6 | 2012 | Westend Verlag |  Hannes Koch; Bernhard Pötter; Peter Unfried[9]
- "Ausweg Ökodiktatur? : wie unsere Demokratie an der Umweltkrise scheitert" | ISBN 978-3-86581-219-3 | 2010 | oekom verlag[10]
- "Butterkeks und nasse Socken : ein Vater packt aus" | ISBN 978-3-451-30321-0 | 2010 | Verlag Herder | Mit Illustrationen von Nina Chen[11]
- "Meere : vom sorglosen Umgang mit einem endlichen Schatz" | ISBN 978-3-86581-120-2 | 2008 | oekom verlag[12]
- "Tatort Klimawandel : Täter, Opfer und Profiteure einer globalen Revolution" | ISBN 978-3-86581-121-9 | 2008 | oekom verlag | beschäftigt sich auch mit der Rolle der Klimaskeptiker[13]
- "König Kunde ruiniert sein Land : wie der Verbraucherschutz am Verbraucher scheitert und was dagegen zu tun ist" | ISBN 3-936581-92-4 | 2006 | oekom verlag | Mit einem Vorwort von Klaus Töpfer[14]
- "Das Sommer-Survival-Buch : Überlebenstraining für Eltern" | ISBN 3-451-07043-X | 2005 | Verlag Herder[15]
- "Gebrauchsanweisung für Weihnachten : Geschichten für Fans" | ISBN 3-451-07037-5 | 2004 | Verlag Herder | Mit Zeichnungen von Andrea Schraml[16]
- "Das Leben ist ein Kinderzimmer : ein Vater packt aus" | ISBN 3-451-07026-X | 2003 | Verlag Herder | Mit Illustrationen von Theres Weishappel[17]

## Auszeichnungen und Preise
- 2015: UmweltMedienpreis der Deutsche Umwelthilfe e. V. Kategorie: Printmedien[18][19]
- 2015: Journalistenpreis "deutschland hat unendlich viel energie"[20] der Agentur für Erneuerbare Energien in der Kategorie: Print-/Onlinemedien für den Beitrag: „Das Billionending“,[21] in Die Tageszeitung
- 2003: 1. Preis des Förderpreis Umweltjournalismus der Gregor Louisoder Umweltstiftung[22]

## Sonstiges

### taz-Autorenkürzel
Bei Kurzartikeln in der gedruckten Ausgabe der taz steht das Autorenkürzel BPO für Bernhard Pötter.